# J・デビッド・シャピロ

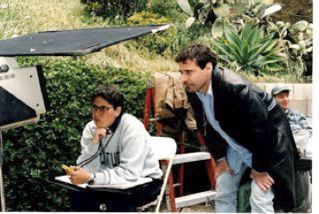
撮影現場のシャピロ（左）。

J・デビッド・シャピロとして知られるジェイク・デビッド・シャピロ（Jake David Shapiro、1969年3月18日 - ）は、アメリカ合衆国の映像作家、脚本家、スタンダップコメディアン。

## 人物
シャピロは、映画『ロビン・フッド/キング・オブ・タイツ (Robin Hood: Men in Tights)』のオリジナル脚本を手がけたことや、L・ロン・ハバードの小説『Battlefield Earth (novel)』を基にした映画脚本を書いたことが、よく知られている。
2000年の映画『バトルフィールド・アース』は、第21回ゴールデンラズベリー賞を7部門で受賞し、この時点における歴代最多受賞作品となり、さらに2011年の第30回ゴールデンラズベリー賞では2000年代最低作品賞を受賞した。シャピロは、第21回の授賞式に登場し、この怪しげな賞を自ら受け取った。シャピロは、クリエイティブ面における意見の対立から、実際に撮影に入る前のプレプロダクションの段階でこの映画から降ろされており、変名でのクレジットを求めていたが、全面的に書き換えられたこの映画の脚本には自分が書いた部分はほとんど残っていないとも述べていた。後にシャピロは、広く酷評されたこの映画に関わったことについて、公に謝罪した。
日本語では、名の表記に揺れがあり、J・デイヴィッド・シャピロ、J・デヴィッド・シャピロ、J・D・シャピロなどの表記も見られる。

## フィルモグラフィ
| 年   | 作品名                                                          | 役割                                                           | 注記                               |
| ---- | --------------------------------------------------------------- | -------------------------------------------------------------- | ---------------------------------- |
| 1990 | Duet                                                            | 脚本（エピソード：”I Never Played for My Father: Part 1”）     | テレビ・シリーズ                   |
| 1990 | Who's The Boss                                                  | 脚本                                                           | テレビ・シリーズ                   |
| 1990 | Charles in Charge                                               | 脚本（エピソード：”Buddy Flips a Disc"）                       | テレビ・シリーズ                   |
| 1993 | ロビン・フッド/キング・オブ・タイツ (Robin Hood: Men in Tights) | 脚本                                                           | 劇場公開映画                       |
| 2000 | We Married Margo                                                | 監督、脚本、出演（ジェイク (Jake) 役）                         | 劇場公開映画                       |
| 2000 | バトルフィールド・アース (Battlefield Earth)                    | 脚本                                                           | 劇場公開映画                       |
| 2006 | Pucked                                                          | 出演（アラン (Alan) 役）                                       | 劇場公開映画                       |
| 2007 | The Strand                                                      | 出演                                                           | オリジナルビデオ                   |
| 2008 | X-Treme Biography: Santa                                        | 脚本、出演（AAの職員、死神 (AA Attendee / Death) 役）          | テレビ用短編映画                   |
| 2011 | Juan Hombre                                                     | 共同監督、脚本                                                 | 短編                               |
| 2012 | unCONventional                                                  | クリエイティブ・コンサルタント（12エピソード分）               | テレビ・シリーズ                   |
| 2015 | A Date                                                          | Special thanks                                                 | 短編                               |
| 2016 | Actors                                                          | 出演（ウォーク・オブ・フェイムの俳優 (Walk of fame actor) 役） | 短編                               |
| 2017 | Extraordinary: Stan Lee                                         | 本人                                                           | オリジナルビデオ・ドキュメンタリー |
| 2017 | Best Thanksgiving Ever                                          | 監督                                                           | 劇場公開映画                       |
| 2018 | Hard Day's Nights                                               | 共同監督、脚本、エグゼクティブ・プロデューサー                 | 短編                               |
| 2018 | 597 Días Desaparecido                                           | 出演（トム・スプリングフィールド (Tom Springfield) 役）        | 短編                               |

## 受賞とノミネート
| 年   | 賞                       | 作品                     | 部門                             | 結果       |
| ---- | ------------------------ | ------------------------ | -------------------------------- | ---------- |
| 2000 | コメディ・フェスティバル | We Married Margo         | 観客賞 (Audience Award)          | 受賞       |
| 2000 | スラムダンス映画祭       | We Married Margo         | 審査員賞 (Grand Jury Prize)      | ノミネート |
| 2001 | ゴールデンラズベリー賞   | バトルフィールド・アース | ゴールデンラズベリー賞最低脚本賞 | 受賞       |